# مارتين إيفانز
مارتين إيفانز (بالإنجليزية: Martyn John Evans)‏ هو موظف مدني وسياسي أسترالي وبريطاني، ولد في 27 نوفمبر 1953 ببرمنغهام في المملكة المتحدة. حزبياً، نشط في حزب العمال الأسترالي (11 ديسمبر 1993 – ). وقد في 1984 Elizabeth state by-election ‏، انتخب عضو مجلس النواب جنوب أستراليا من الجمعية عن دائرة Electoral district of Elizabeth (South Australia) ‏ وقد انضم خلال فترته النيابية ‏ (1 ديسمبر 1984 – 18 فبراير 1994)  للكتلة البرلمانية مستقل وانتخب عضو مجلس النواب الأسترالي عن دائرة Division of Bonython ‏ (19 مارس 1994 – 9 أكتوبر 2004).